# Kożuszky
Kożuszky (ukr. Кожушки) – wieś na Ukrainie, w obwodzie żytomierskim, w rejonie nowogrodzkim. W 2001 roku liczyła 286 mieszkańców.